# Mirosława Wawrzak-Chodaczek
Mirosława Wawrzak-Chodaczek – polska pedagog, dr hab. nauk humanistycznych, profesor nadzwyczajny Instytutu Pedagogiki Wydziału Nauk Historycznych i Pedagogicznych Uniwersytetu Wrocławskiego.

## Życiorys
W 1979 ukończyła studia pedagogiczne na Uniwersytecie Wrocławskim, 1 stycznia 1990 obroniła pracę doktorską Wychowawcze funkcjonowanie telewizji w rodzinie wielkomiejskiej, 6 czerwca 2001 habilitowała się na podstawie pracy zatytułowanej Kształcenie kultury audiowizualnej młodzieży. 9 maja 2019 nadano jej tytuł profesora w zakresie nauk społecznych.
Jest profesorem nadzwyczajnym w Instytucie Pedagogiki na Wydziale Nauk Historycznych i Pedagogicznych Uniwersytetu Wrocławskiego.